# Lista lotniskowców włoskich
Lista lotniskowców oraz tendery wodnosamolotów, które posiadały marynarki Królestwa Włoch i Republiki Włoskiej. Współczesna marynarka włoska planuje wprowadzenie do służby okrętu desantowego-doku, który łączy w sobie cechy śmigłowcowca.

## LotniskowceRegia Marina
| Nazwa       | Zdjęcie | Lata służby | Wodowany | Los okrętu                                              | Uwagi | Wyposażenie lotnicze | Załoga | Źródło |
| ----------- | ------- | ----------- | -------- | ------------------------------------------------------- | --- | -------------------- | ------ | ------ |
| „Aquila”    |         | nie służył  | nigdy    | zatopiony w 1945 roku, w 1951 roku wydobyty i złomowany | w 1941 roku rozpoczęto przebudowę statku pasażerskiego SS „Roma” na lotniskowiec, budowy nie ukończono, okręt przejęty przez Niemców po przejściu Włoch na stronę aliantów, ogołocony i unieruchomiony przez sabotażystów | 51-70 samolotów      | 1175   | [ 2 ]  |
| „Sparviero” |         | nie służył  | nigdy    | zatopiony w 1944 roku, w 1946 roku wydobyty i złomowany | w 1942 roku rozpoczęto przebudowę transatlantyku MS „Augustus” na lotniskowiec, budowy nie ukończono, okręt przejęty przez Niemców po przejściu Włoch na stronę aliantów, użyty jako statek-blokada                       | 46 samolotów         | 1420   | [ 3 ]  |

## Tendry wodnosamolotów Regia Marina
| Nazwa               | Zdjęcie | Lata służby | Wodowany | Los okrętu            | Uwagi | Wyposażenie lotnicze | Załoga | Źródło |
| ------------------- | ------- | ----------- | -------- | --------------------- | --- | -------------------- | ------ | ------ |
| „Europa”            |         | 1915-1920   | 1895     | złomowany w 1920 roku | przebudowany ze statku handlowego „Manila”, później „Salacia”                                                                 | 8 wodnosamolotów     | 209    | [ 4 ]  |
| „Giuseppe Miraglia” |         | 1927-1950   | 1923     | złomowany w 1950 roku | budowany jako statek pasażersko-towarowy „Città di Messina”, zakupiony przez marynarkę i ukończony jako tender wodnosamolotów | 17 wodnosamolotów    | 296    | [ 5 ]  |

## LotniskowceMarina Militare
| Nazwa                | Zdjęcie | Lata służby | Wodowany | Los okrętu          | Uwagi | Wyposażenie lotnicze           | Załoga | Źródło |
| -------------------- | ------- | ----------- | -------- | ------------------- | --- | ------------------------------ | ------ | ------ |
| „Giuseppe Garibaldi” |         | 1985-dziś   | 1983     | pozostaje w służbie | przystosowany do przenoszenia samolotów V/STOL i śmigłowców, we Włoszech klasyfikowany jako krążownik lotniczy | 16 samolotów lub 18 śmigłowców | 780    | [ 6 ]  |
| „Cavour”             |         | 2008-dziś   | 2004     | pozostaje w służbie | | 20-30 samolotów                | 1210   | [ 7 ]  |

## Krążowniki śmigłowcowe Marina Militare
| Nazwa             | Zdjęcie | Lata służby | Wodowany | Los okrętu            | Uwagi                                                 | Wyposażenie lotnicze | Załoga      | Źródło |
| ----------------- | ------- | ----------- | -------- | --------------------- | ----------------------------------------------------- | -------------------- | ----------- | ------ |
| „Caio Duilio”     |         | 1964-1989   | 1962     | złomowany w 1992 roku | w latach 1979-1980 przekwalifikowany na okręt szkolny | 4 śmigłowce          | 485         | [ 8 ]  |
| „Andrea Doria”    |         | 1964-1992   | 1963     | złomowany w 2001 roku |                                                       | 4 śmigłowce          | 463         | [ 9 ]  |
| „Enrico Dandolo”  |         | nie służył  | nigdy    | planowany             | projekt anulowany                                     | 4 śmigłowce          | brak danych | [ 10 ] |
| „Vittorio Veneto” |         | 1969-2003   | 1967     | złomowany w 2019 roku | od 1995 roku służył jako okręt szkolny                | 9 śmigłowców         | 557         | [ 11 ] |
| „Italia”          |         | nie służył  | nigdy    | planowany             | projekt anulowany                                     | 9 śmigłowców         | brak danych | [ 11 ] |

## Okręty desantowe-doki Marina Militare
| Nazwa     | Zdjęcie | Lata służby | Wodowany | Los okrętu | Uwagi                                                                                               | Wyposażenie lotnicze | Załoga | Źródło |
| --------- | ------- | ----------- | -------- | ---------- | --------------------------------------------------------------------------------------------------- | -------------------- | ------ | ------ |
| „Trieste” |         | 2024 – dziś | 2019     | w służbie  | jednostka będąca połączeniem okrętu desantowego i śmigłowcowca, choć ma móc operować samoloty STOVL | 12 śmigłowców        | 460    | [ 12 ] |